# Sari (shahrestan)
Sari (persiska: ساری), eller Shahrestan-e Sari (شهرستان ساری), är en delprovins (shahrestan) i Iran. Den ligger i provinsen Mazandaran, i den norra delen av landet. Administrativt centrum är staden Sari
Delprovinsen hade 504 298 invånare 2016.